# Тюрпейн, Роди
Роди Тюрпейн (нидерл. Rody Turpijn; 25 апреля 1978, Амстердам) — нидерландский футболист.

## Биография

### Клубная карьера
Роди Тюрпейн начал свою футбольную карьеру в амстердамском «Аяксе» в 1996 году. В первом сезоне за «Аякс» 19 летний Роди провёл 6 матчей в чемпионате Нидерландов сезона 1996/1997, а также два матча в Лиге Чемпионов сезона 1996/1997 против французского «Осера» и шотландского «Рейнджерса». В последующий год Роди не появлялся в основном составе «Аякса».
В 1998 году Тюрпейн перешёл в клуб «Де Графсхап», в оставшемся сезоне 1998/1999 Роди провёл 3 матча. В сезоне 1999/2000 Роди провёл 22 матча и забил 1 мяч, а в сезоне 2000/2001 Тюрпейн забил 6 мячей в 29 матчах, а его клуб занял 15 место в чемпионате. Всего за «Де Графсхап» Роди провёл 91 матч и забил 10 мячей, в 2003 году Тюрпейн завершил свою профессиональную карьеру в возрасте 25 лет, но после этого Роди решил выступать за клуб «Амстердам», который потерял статус профессионального клуба в 1982 году.